# Siilitie
Siilitie (Zweeds: Igelkottsvägen) is een station van de metro van Helsinki.
Het station, dat geopend is op 1 juni 1982, is een bovengronds station. Het ligt 1,4 kilometer ten noordoosten van metrostation Herttoniemi. Het volgende station op de lijn richting de oostelijke voorsteden is Itäkeskus dat 2 kilometer verder ligt.
Kivenlahti · 
Espoonlahti · 
Soukka · 
Kaitaa · 
Finnoo · 
Matinkylä ·
Niittykumpu ·
Urheilupuisto ·
Tapiola ·
Aalto-yliopisto ·
Keilaniemi ·
Koivusaari ·
Lauttasaari ·
Ruoholahti ·
Kamppi ·
Rautatientori ·
Helsingin yliopisto ·
Hakaniemi ·
Sörnäinen ·
Kalasatama ·
Kulosaari ·
Herttoniemi ·
Siilitie · 
Itäkeskus
Noordelijke tak:
Myllypuro ·
Kontula ·
Mellunmäki
Oostelijke tak:
Puotila ·
Rastila ·
Vuosaari
- Library of Congress Control Number: nb2008008033
- Virtual International Authority File: 130445272